# 久保田真吾
久保田 真吾（眞吾、くぼた しんご、1840年（天保11年10月） - 1917年（大正6年）7月1日）は、明治時代の政治家。貴族院多額納税者議員。

## 経歴
大阪府出身。泊園書院で学び、1873年（明治6年）以降、河内国第二大区四小区区長、同学務委員、高安郡会議員、中高安村長を歴任した。
1890年（明治23年）大阪府多額納税者として貴族院議員に互選され、同年9月29日から1897年（明治30年）9月28日まで在任した。